# Paul Peel

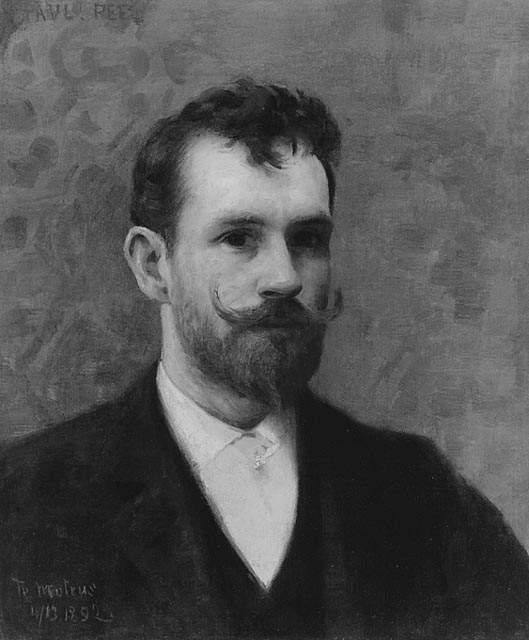
Selbstbildnis (National Gallery of Canada)

Paul Peel (* 7. November 1860 in London (Ontario); † 3. Oktober 1892 in Paris) war ein kanadischer Maler des akademischen Realismus. Er zählt zu den ersten kanadischen Künstlern, die internationale Anerkennung fanden.

## Leben
Paul Peel wurde in London, Ontario, als Sohn des Steinmetzes und Zeichenlehrers John Robert Peel und seiner Frau Amelia Margaret Hall geboren. Er begann seine künstlerische Ausbildung bei seinem Vater und setzte sie bei William Lees Judson in London fort. Von 1877 bis 1880 studierte er an der Pennsylvania Academy of the Fine Arts in Philadelphia bei Thomas Eakins. Anschließend ging er nach Paris, um seine Studien an der École des Beaux-Arts bei Jean-Léon Gérôme und an der Académie Julian bei Jean-Joseph Benjamin-Constant, Henri Doucet und Jules Lefebvre fortzusetzen. 1882 heiratete Peel Isaure Verdier; das Paar hatte zwei Kinder, Robert André (geboren 1886) und Émilie Marguerite (geboren 1888). 
Paul Peel reiste häufig zwischen Kanada und Europa und stellte sowohl in der Ontario Society of Artists als auch in der Royal Canadian Academy of Arts aus. Seine Werke werden regelmäßig im Pariser Salon gezeigt, wo er 1890 für sein Gemälde After the Bath eine Bronzemedaille erhält. Am 3. Oktober 1892 starb Paul Peel im Alter von 31 Jahren in Paris an den Folgen einer Lungenentzündung. Sein Geburtshaus ist heute Teil des Fanshawe Pioneer Village in London, Ontario.

## Werke (Auswahl)

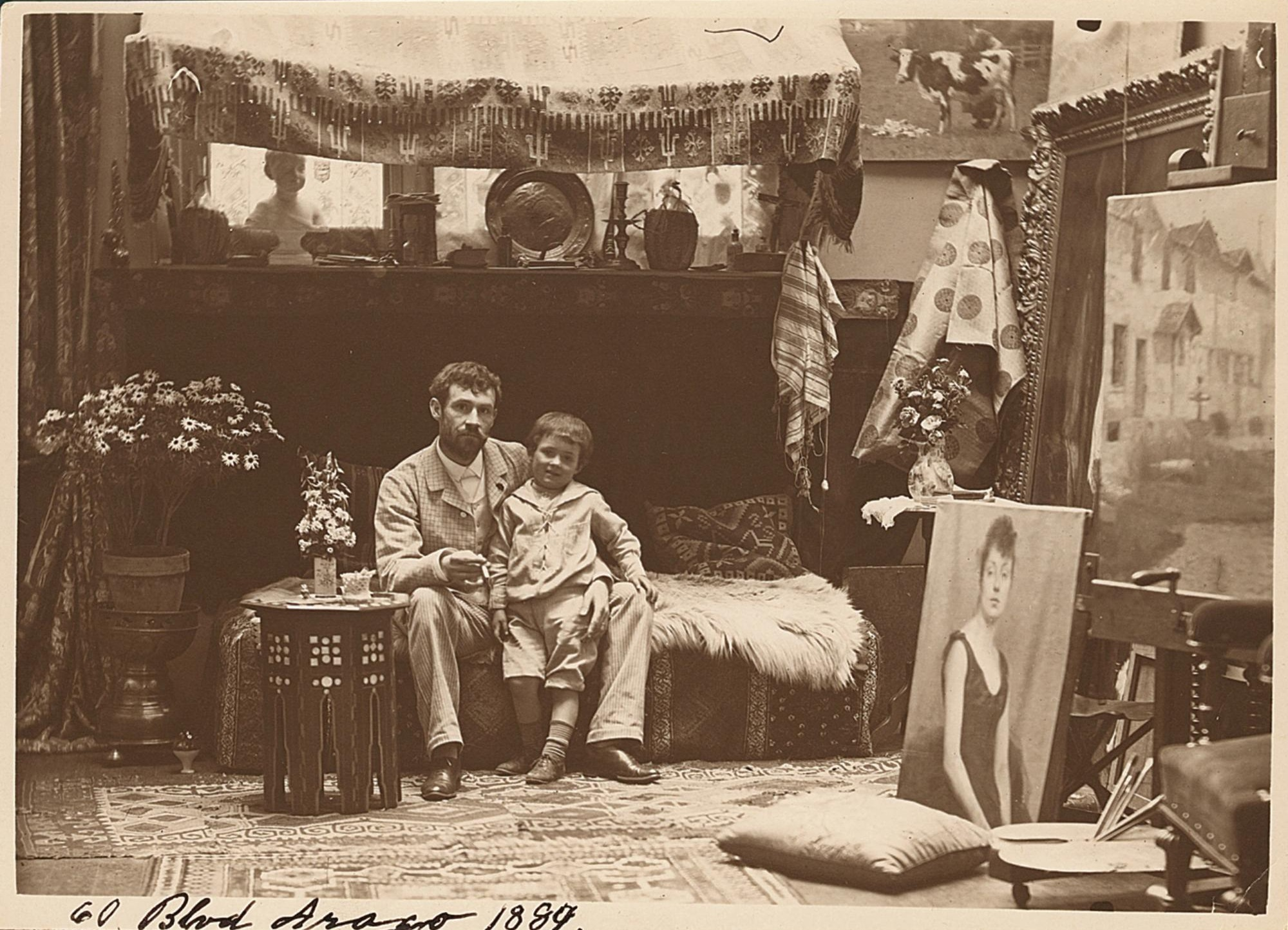
Atelier von Paul Peel in Paris, 1890
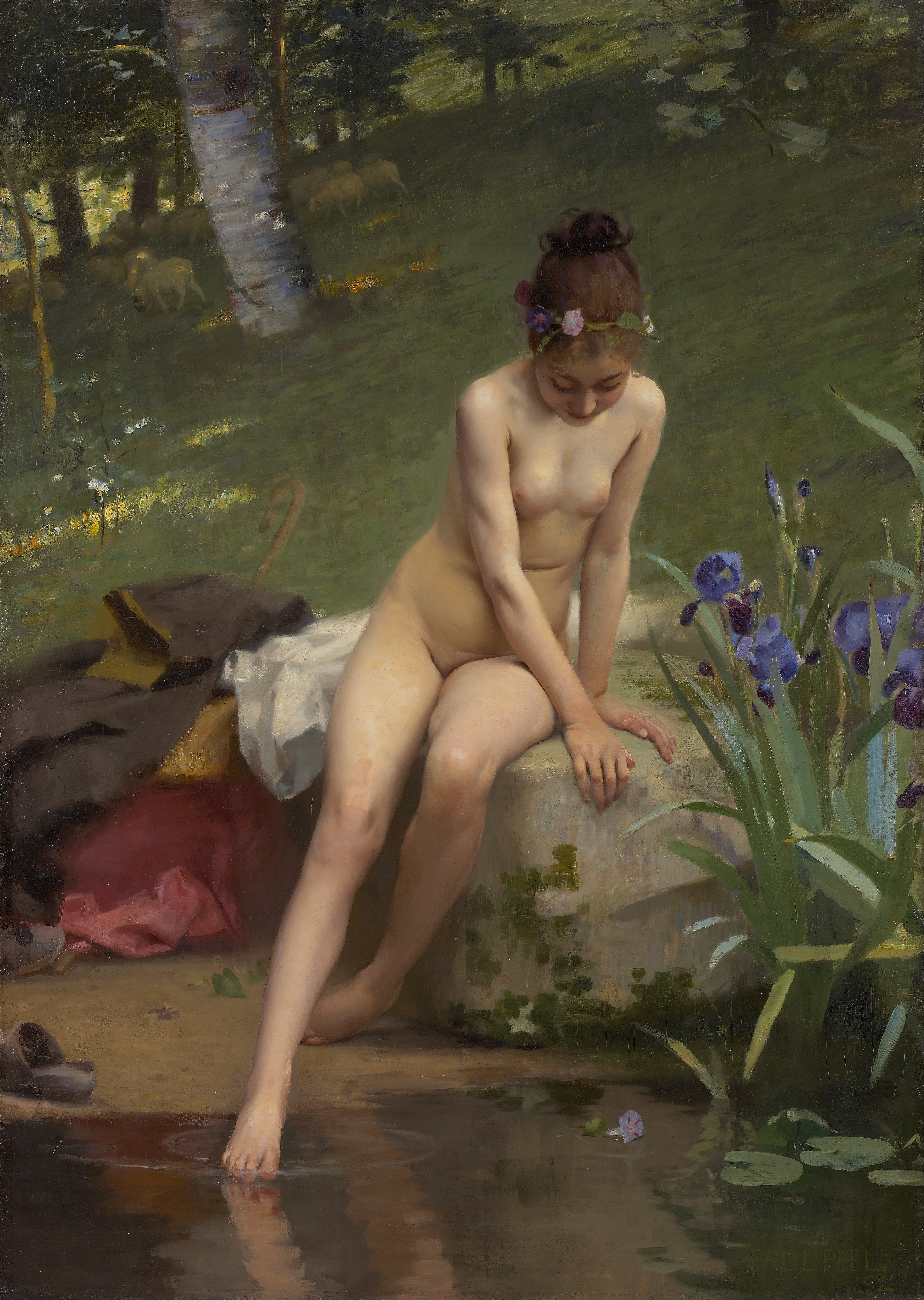
The Little Shepherdess, 1892
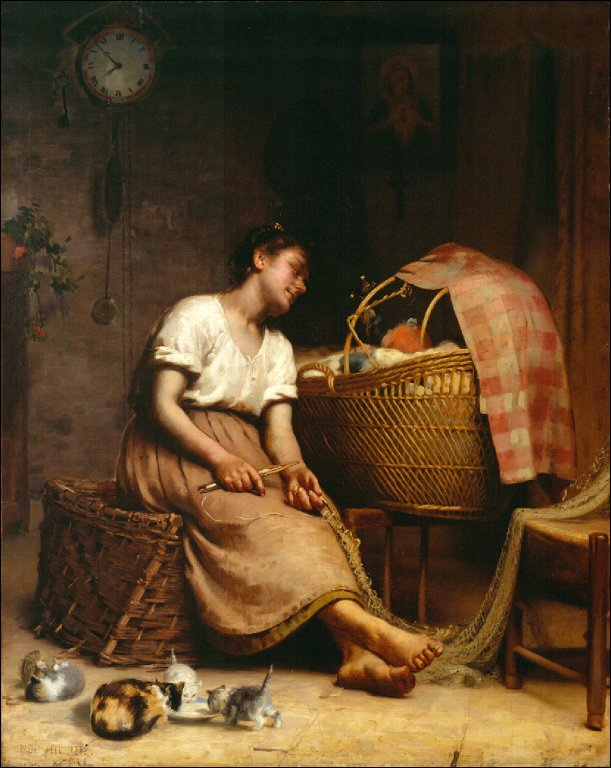
Mother Love, 1888
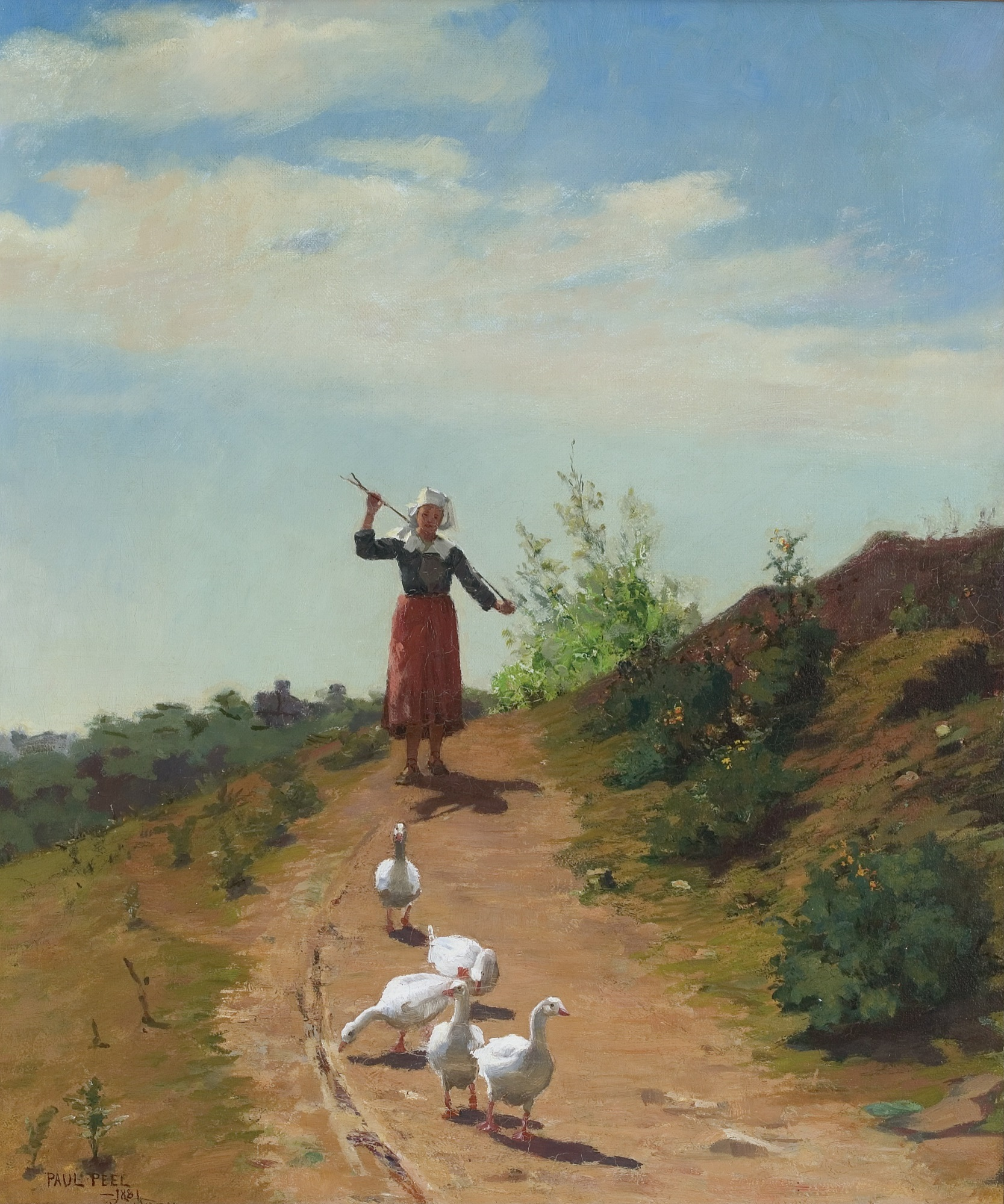
Bringing home the flock, 1881
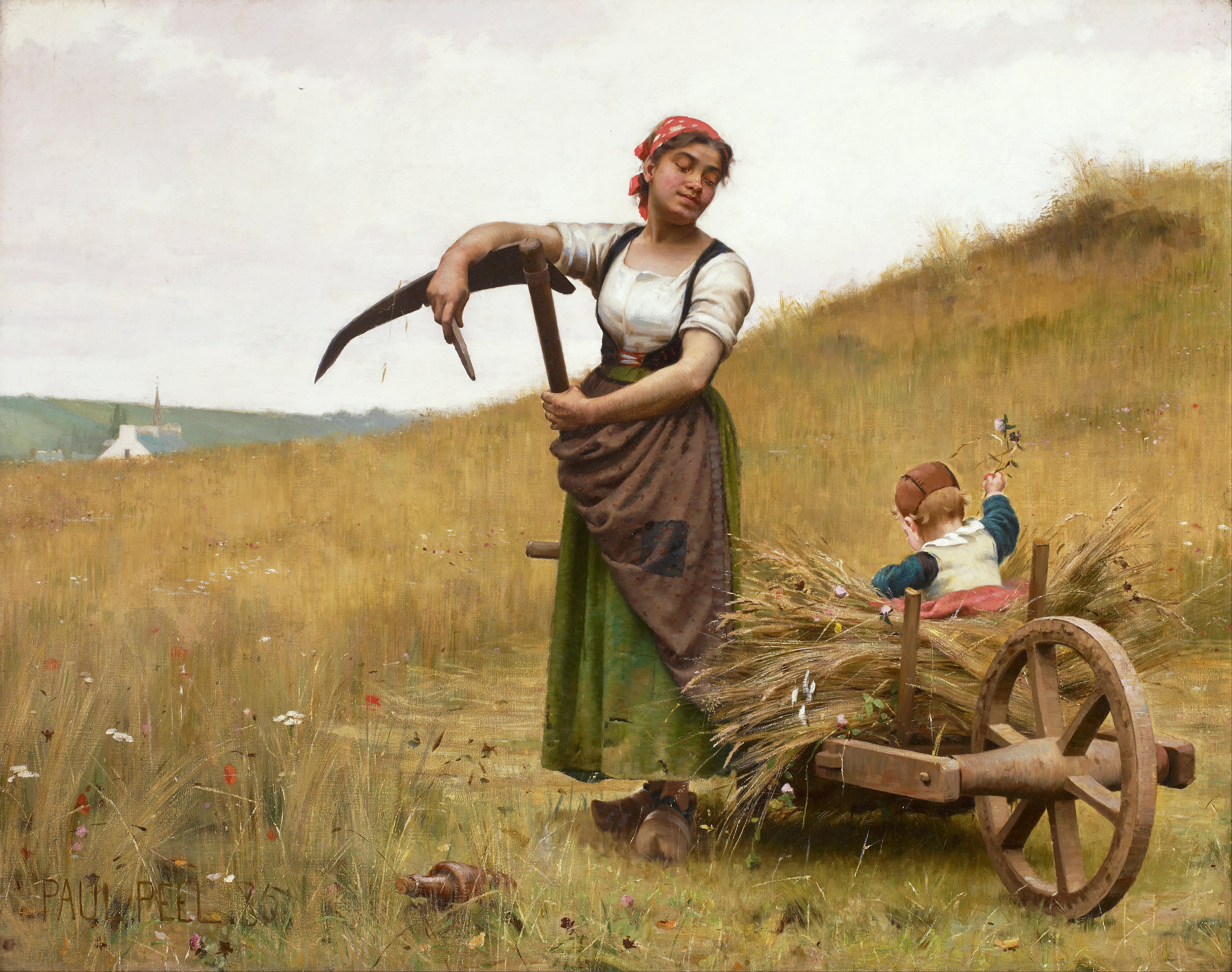
Adoration, 1885
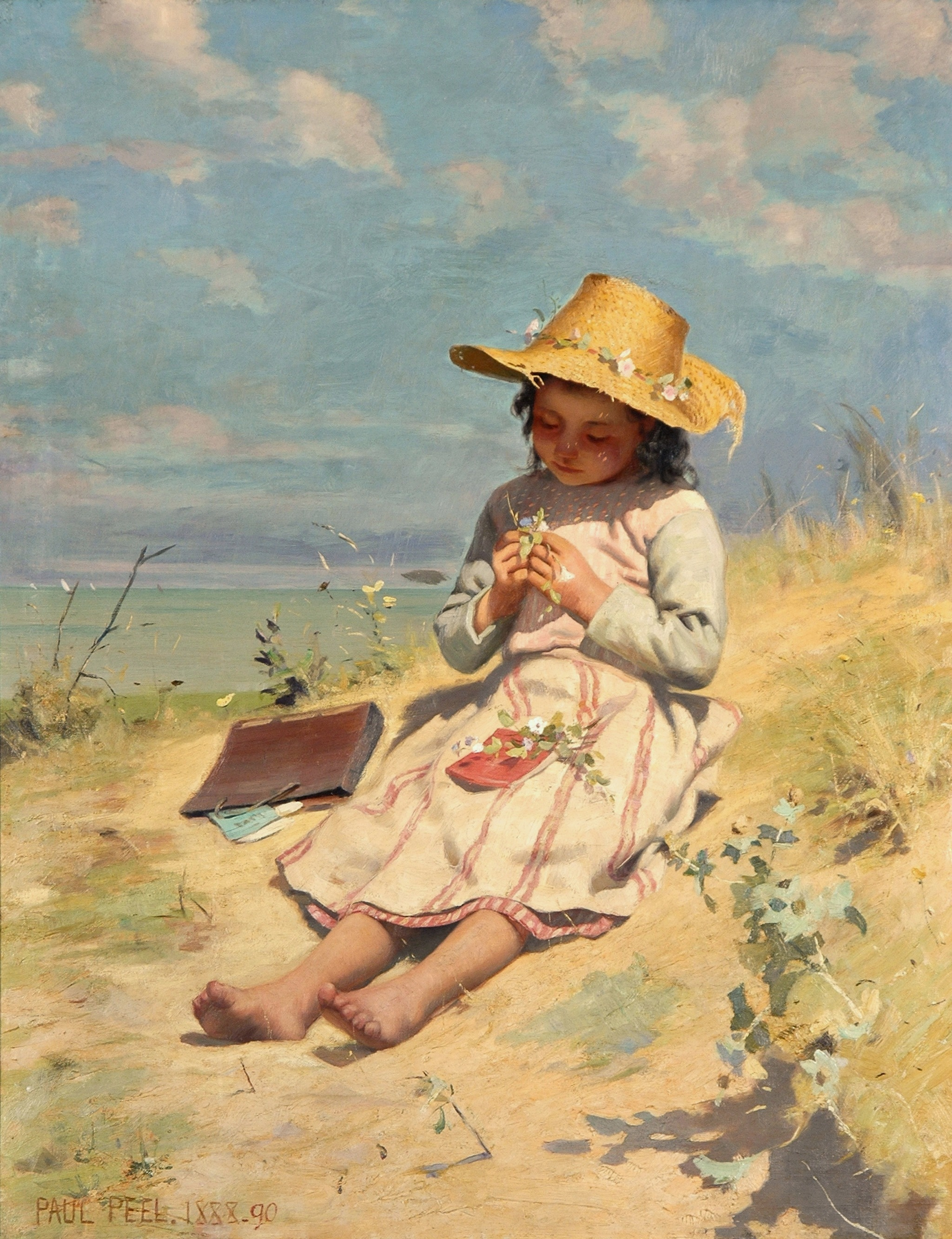
The Young Botanist, zwischen 1888 und 1890
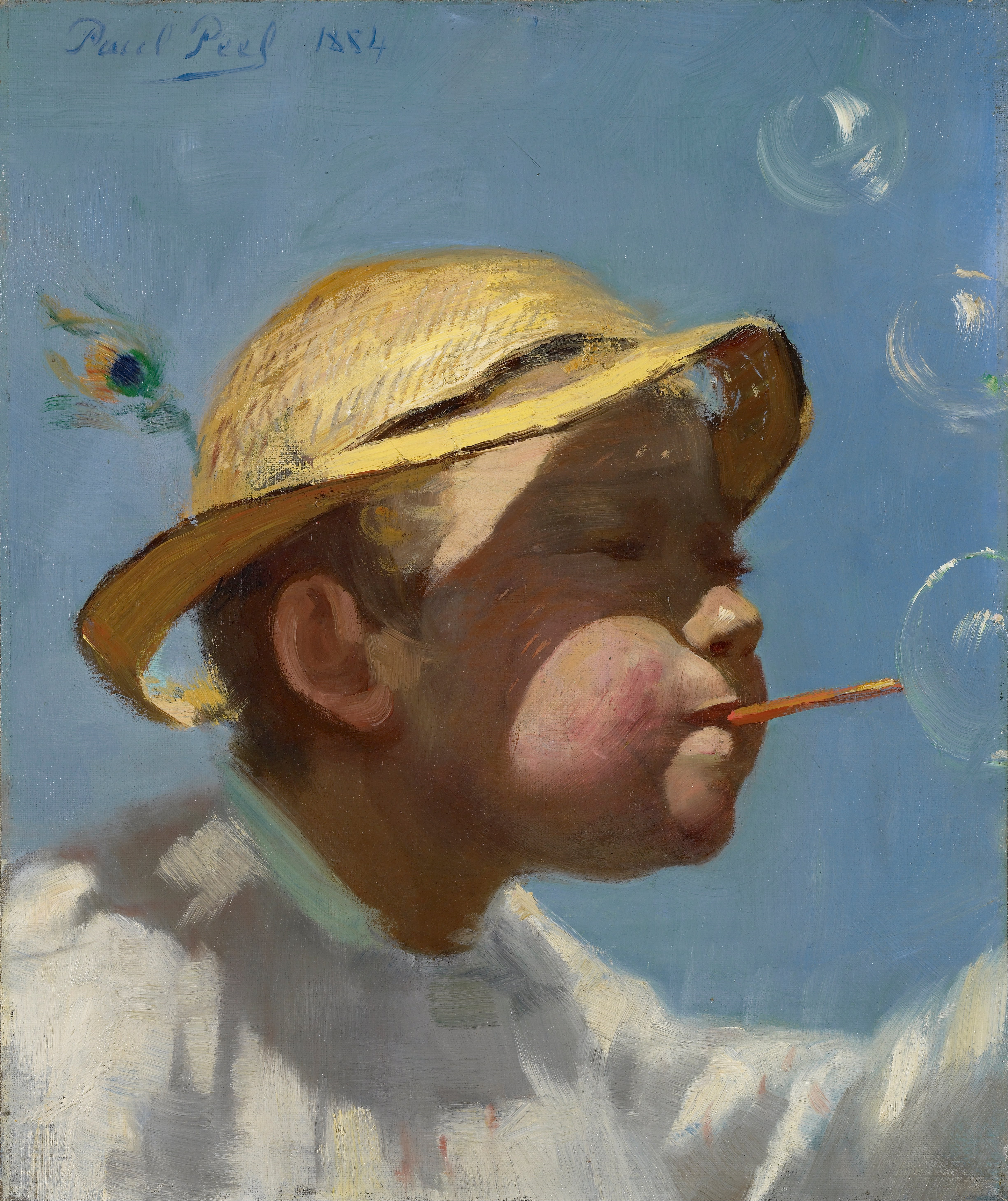
The Bubble Boy, 1884